# Virginia Black
Pour les articles homonymes, voir Black.
Virginia Black, née en 1950 en Grande-Bretagne, est une claveciniste classique britannique.

## Biographie
Virginia Black, est une claveciniste britannique née en 1950. Elle travaille le clavecin avec George Malcolm et Garaint Jones.
Elle donne des concerts au Wigmore Hall, à la Purcell Room et au Queen Elizabeth Hall à Londres. Elle apparaît dans des festivals du Royaume-Uni et effectue des tournées en Europe, aux États-Unis, en Australie et Nouvelle-Zélande. Elle donne des concerts avec son mari, le violiniste Howard Davis.
Virginia Black enregistre pour la BBC et la Westdeutsche Rundfunk. Elle participe à une émission de télévision où elle interprète le cinquième concerto brandebourgeois de Bach avec l'English Chamber Orchestra.
Virginia Black est professeure de clavecin à la Royal Academy of Music de Londres.

## Discographie
Son répertoire inclut les sonates de Soler et Domenico Scarlatti ; la Fantaisie chromatique et fugue (BWV 903), la Toccata en ré majeur et les Partitas de Jean-Sébastien Bach ; des pièces de Rameau, Dandrieu, Duphly et Forqueray ; ainsi que le concerto au clavecin de Manuel de Falla.
- Scarlatti, 13 sonates : K. 24, 113, 119, 120, 146, 213, 318, 319, 380, 381, 466, 501 et 502 - Virginia Black, clavecin Robert Davies 1980, d'après Taskin (1986, CRD Records 3442) (OCLC 933130089)
- Scarlatti, 15 sonates : K 87, 104, 105, 124,125, 244, 245, 408, 409, 420, 421, 516, 517, 544 et 545 - Virginia Black, clavecin William Dowd 1974 (24-25 juin 1986, EMI 7 477654 2) (OCLC 18645218)
- Bach, Variations Goldberg, Fantaisie chromatique et fugue (juillet 1990, Collins Classics) (OCLC 33231305)
- J-Ch. Bach, Sonates pour clavecin op. 5 et 17 (1993, CRD) (OCLC 715564518)
- Soler, 13 Sonates pour clavecin : 84, 117, 47, 43, 100, 39, 81, 74, 78, 90, 21, 77, 10 - Virginia Black, clavecin (1998, CRD)
- Scarlatti, 12 sonates : 27, 87, 114, 124, 132, 159, 208, 260, 401, 427, 461 et 492 - Virginia Black, piano (2015, CRD Records) (OCLC 1005898741)
- Rameau, Œuvres pour clavecin : Pièces de clavecin (1724, 1728) - Virginia Black, piano (2018, CRD Records) (OCLC 1051444320)